# Реучешть (комуна)
Реучешть, Реучешті (рум. Răucești) — комуна у повіті Нямц в Румунії. До складу комуни входять такі села (дані про населення за 2002 рік):
- Оглінзь (3928 осіб)
- Реучешть (3234 особи)
- Севешть (499 осіб)
- Унгень (602 особи)

Комуна розташована на відстані 314 км на північ від Бухареста, 36 км на північ від П'ятра-Нямца, 89 км на захід від Ясс.

## Населення
За даними перепису населення 2002 року у комуні проживали 8263 особи.
Національний склад населення комуни:
| Національність | Кількість осіб | Відсоток |
| -------------- | -------------- | -------- |
| румуни         | 8231           | 99,6%    |
| цигани         | 31             | 0,4%     |
| угорці         | 1              | < 0,1%   |

Рідною мовою назвали:
| Мова      | Кількість осіб | Відсоток |
| --------- | -------------- | -------- |
| румунська | 8262           | > 99,9%  |
| угорська  | 1              | < 0,1%   |

Склад населення комуни за віросповіданням:
| Релігія       | Кількість осіб | Відсоток |
| ------------- | -------------- | -------- |
| православні   | 6159           | 74,5%    |
| старообрядці  | 13             | 0,2%     |
| баптисти      | 3              | < 0,1%   |
| не релігійні  | 2              | < 0,1%   |
| римо-католики | 1              | < 0,1%   |
| реформати     | 1              | < 0,1%   |
| п'ятдесятники | 1              | < 0,1%   |
| унітарії      | 1              | < 0,1%   |
| атеїсти       | 1              | < 0,1%   |